# Cecil Frank Powell
Cecil Frank Powell (Tonbridge, 5 dicembre 1903 – Casargo, 9 agosto 1969) è stato un fisico britannico.
Si formò presso il Sidney Sussex College dell'università di Cambridge, dove conseguì il PhD nel 1927, e fu allievo di Charles Thomson Rees Wilson ed Ernest Rutherford. Trascorse praticamente la sua intera carriera alla Bristol University, dove diventò Will Professor di fisica nel 1948 e direttore del Wills Physics Laboratory nel 1964.
Ha guidato il gruppo di fisici dell'Università di Bristol che intraprese importantissime ricerche sui raggi cosmici. Con i suoi collaboratori, fra cui il fisico italiano Giuseppe Occhialini e Cesare M. C. Lattes, ideò il metodo geniale e semplice di rivelazione e studio delle particelle attraverso le tracce che esse lasciano interagendo con i granuli di bromuro di argento di speciali lastre fotografiche. Le emulsioni di queste lastre hanno una maggiore percentuale di bromuro di argento di quelle normali e i granuli hanno dimensioni piccolissime.
Il gruppo di Powell, studiando le particelle della radiazione cosmica e anche la natura relativistica delle particelle prodotte, scoprì nel 1947 il pione o mesone π, particella associata alle forze forti che tengono insieme neutroni e protoni nei nuclei.
Fu insignito del Premio Nobel per la fisica nel 1950 per le sue ricerche nello sviluppo del metodo fotografico nello studio dei processi nucleari e le sue scoperte relative ai mesoni fatte con questo metodo. Powell utilizzò nelle sue ricerche per lo sviluppo del metodo fotografico nello studio dei processi nucleari quello che la scienziata Marietta Blau aveva scoperto a Vienna prima del 1938 e quindi sarebbe stato giusto un riconoscimento anche a lei per il suo contributo decisivo alle ricerche.
Nel 1967, ebbe la medaglia d'oro Lomonosov dell'accademia sovietica delle scienze.